# Wernher II. von Toggenburg
Wernher II. von Toggenburg (OSB) (* 12. Jahrhundert; † 1210) war von 1173 bis 1192 der 13. Abt des Klosters Einsiedeln.

## Leben

Wappen der Toggenburger

Nach dem Tod Rudolfs II. wiederholten sich die gewalttätigen Ausschreitungen der Abtswahl. Wieder akzeptierten der Vogt und die Ministerialen die Wahl nicht, da sie nicht mit einbezogen wurden. Der Vogt verlangte gar, dass sein Bruder, ein Mönch in St. Gallen, als Abt eingesetzt werden sollte. Einige Mönche konnten zu Kaiser Friedrich I. fliehen, welcher am 28. Februar 1173 beide Parteien zu einer Einigung zwang.
Der ursprünglich gewählte Abt sowie der Bruder des Vogtes wurden abgesetzt und Wernher II. durch den Kaiser eingesetzt. Da Wernher zu diesem Zeitpunkt erst Diakon war, erhielt er am 3. März gleichzeitig die Priester- und Abtsweihe.
Wernher II. nahm sich der Misswirtschaft der vergangenen Jahre an und erstand einige neue Kirchengüter.
Erneut bedrängte der Rapperswiler Vogt den alternden Abt und zwang ihn gegen den Willen seiner Mitbrüder 1192, auf die Abtei zu verzichten. Wernher II. übernahm das Amt des Dekans und machten sich um die Bereicherung des Kirchenschatzes sehr verdient.
Ein genaues Todesdatum des Abtes ist nicht bekannt. Eine Quelle nennt den 17. Januar 1210.